# Jours-lès-Baigneux
Jours-lès-Baigneux är en kommun i departementet Côte-d'Or i regionen Bourgogne-Franche-Comté i östra Frankrike. Kommunen ligger i kantonen Baigneux-les-Juifs som tillhör arrondissementet Montbard. År 2022 hade Jours-lès-Baigneux 91 invånare.

## Befolkningsutveckling
Antalet invånare i kommunen Jours-lès-Baigneux
Referens:INSEE